# Thomas Killigrew
Thomas Killigrew (7 février 1612 - 19 mars 1683) est un dramaturge anglais, contemporain de la littérature de la Restauration anglaise.

## Biographie

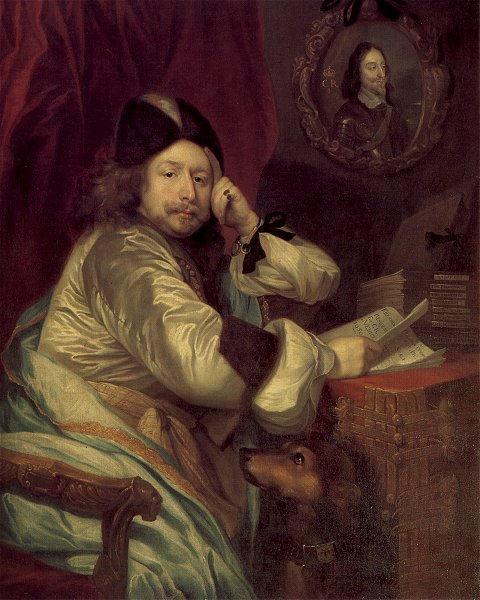
Thomas Killigrew, par William Sheppard (1650).)

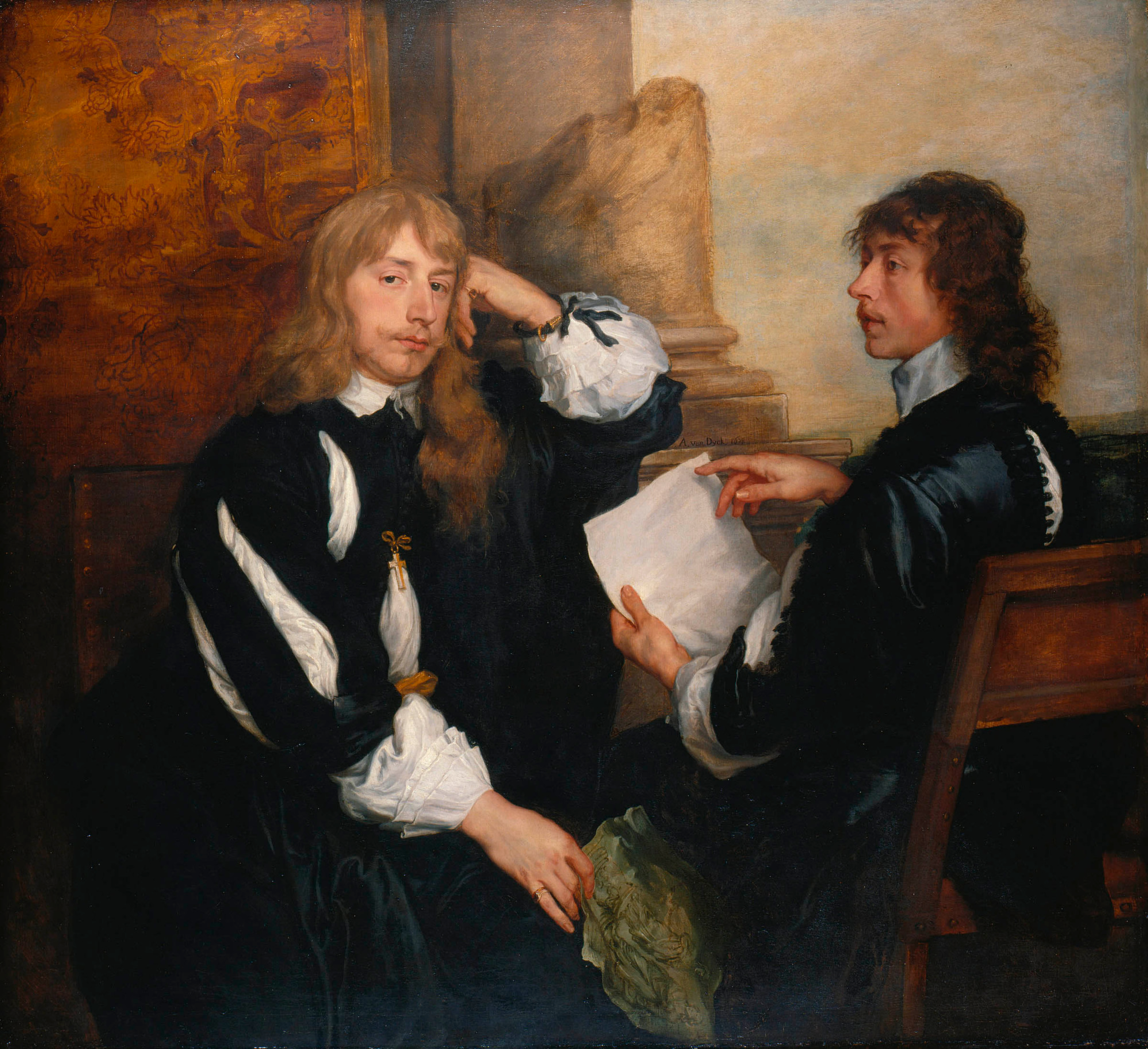
Thomas Killigrew et Lord William Crofts par Antoine van Dyck, 1638 (Royal Collection du palais de Buckingham).

Fils de Robert Killigrew, originaire de Hanworth, Thomas Killigrew est un personnage spirituel et dissolu de la cour du roi Charles II.
Tout comme William D'Avenant, on lui donne pour mission de fonder l'une des toutes premières troupes théâtrales de la Restauration anglaise, baptisée King's Company. On compte parmi les membres fondateurs Michael Mohun, William Wintershall, Robert Shatterall, William Cartwright, Walter Clun, Charles Hart et Nicholas Burt.
Killigrew rédige neuf pièces, se déroulant à chaque fois dans une ville différente. La plus connue est The Parson's Wedding.